# Stockophorus charitopa
 Stockophorus charitopa là một loài bướm đêm thuộc họ Pterophoridae và là loài duy nhất thuộc chi Stockophorus. Nó được tìm thấy ở Bolivia.
Sải cánh dài khoảng 14 mm. Con trưởng thành bay vào tháng 9.